# George Ezra/Auszeichnungen für Musikverkäufe

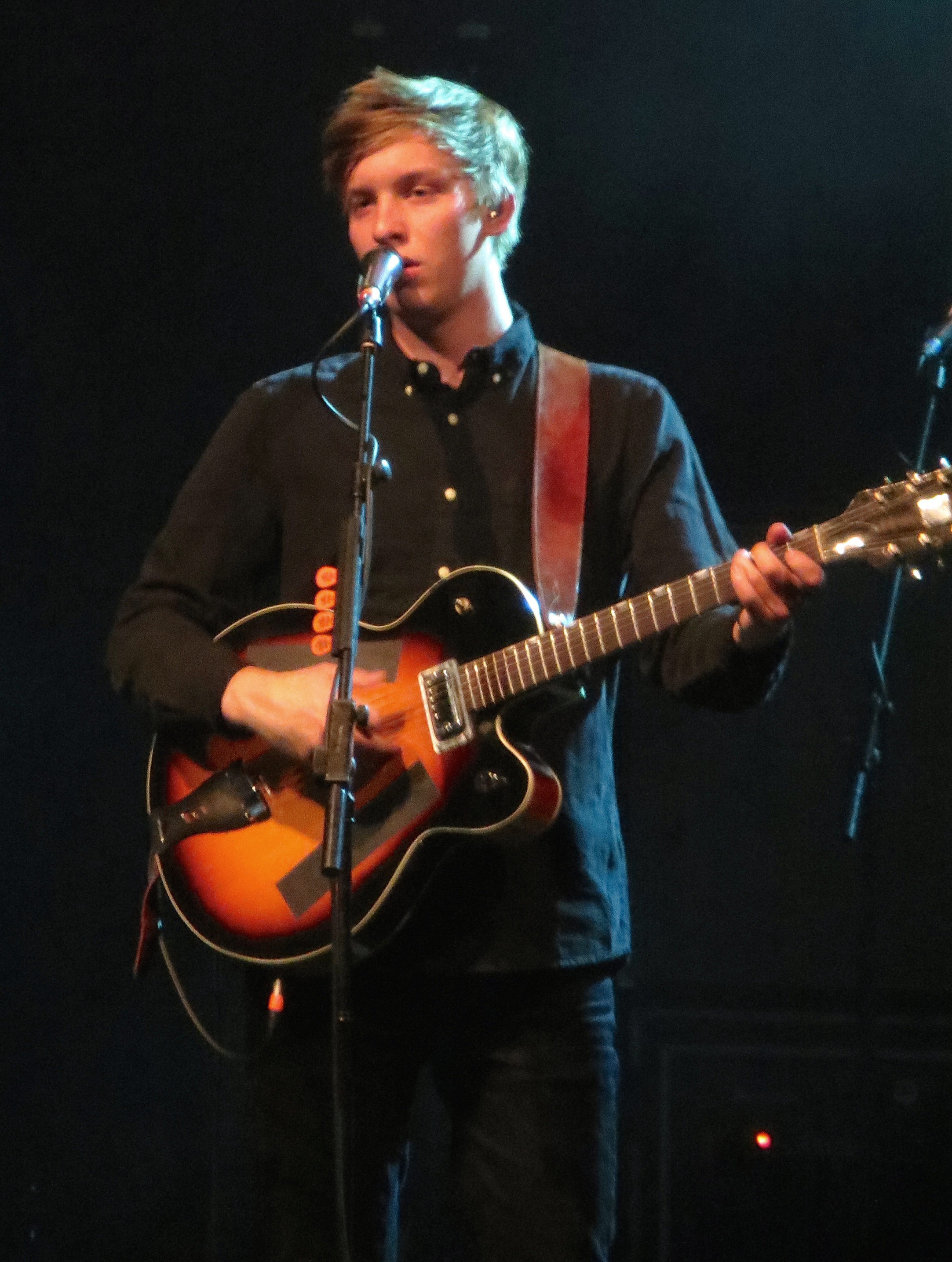
George Ezra (2015)

Dies ist eine Übersicht über die Auszeichnungen für Musikverkäufe des englischen Singer-Songwriters George Ezra. Die Auszeichnungen finden sich nach ihrer Art (Gold, Platin usw.), nach Staaten getrennt in chronologischer Reihenfolge, geordnet sowie nach den Tonträgern selbst, ebenfalls in chronologischer Reihenfolge, getrennt nach Medium (Alben, Singles usw.), wieder.

## Auszeichnungen
| - Vereinigtes Königreich - 2019: für das Lied Get Away - 2020: für das Lied All My Love - 2022: für das Lied Saviour - 2022: für das Lied Leaving It Up to You - 2023: für das Lied Sugarcoat - 2023: für die Single Dance All Over Me - 2023: für die Single Come on Home for Christmas - 2023: für das Lied The Beautiful Dream - 2024: für das Lied Only a Human - 2025: für die Single Did You Hear the Rain? - Australien - 2021: für die Single Listen to the Man - 2021: für die Single Pretty Shining People - Dänemark - 2019: für die Single Blame It on Me - 2021: für die Single Barcelona - 2023: für die Single Hold My Girl - 2024: für die Single Anyone for You (Tiger Lily) - 2025: für das Album Gold Rush Kid - Deutschland - 2015: für das Album Wanted on Voyage - 2018: für die Single Blame It on Me - 2019: für die Single Paradise - 2020: für das Album Staying at Tamara’s - 2023: für die Single Hold My Girl - Frankreich - 2014: für das Album Wanted on Voyage - 2023: für das Album Staying at Tamara’s - Italien - 2019: für die Single Paradise - 2024: für die Single Hold My Girl - 2025: für das Album Staying at Tamara’s - Kanada - 2019: für die Single Hold My Girl - 2019: für die Single Paradise - 2020: für das Album Staying at Tamara’s - Mexiko - 2023: für die Single Shotgun - Neuseeland - 2019: für die Single Listen to the Man - 2024: für das Album Gold Rush Kid - Niederlande - 2014: für die Single Budapest - Österreich - 2014: für die Single Budapest - 2022: für die Single Anyone for You (Tiger Lily) - Polen - 2019: für die Single Paradise - 2020: für die Single Hold My Girl - 2024: für das Album Wanted on Voyage - 2024: für das Album Gold Rush Kid - Schweiz - 2014: für das Album Wanted on Voyage - 2019: für die Single Hold My Girl - 2022: für die Single Anyone for You (Tiger Lily) - 2023: für die Single Green Green Grass - Südafrika - 2023: für die Single Anyone for You (Tiger Lily) - Vereinigte Staaten - 2018: für das Album Wanted on Voyage - 2022: für die Single Barcelona - 2022: für die Single Blame It on Me - Vereinigtes Königreich - 2020: für die Single Cassy O’ - 2020: für die Single Don’t Matter Now - 2022: für das Album Gold Rush Kid | - Australien - 2015: für das Album Wanted on Voyage - 2022: für das Album Staying at Tamara’s - 2023: für die Single Barcelona - Belgien - 2015: für die Single Budapest - 2019: für die Single Shotgun - Dänemark - 2014: für das Streaming Budapest - 2020: für das Album Staying at Tamara’s - 2023: für die Single Green Green Grass - Deutschland - 2014: für die Single Budapest - 2022: für die Single Shotgun - Italien - 2019: für die Single Shotgun - Kanada - 2018: für das Album Wanted on Voyage - Mexiko - 2022: für die Single Budapest - Neuseeland - 2022: für die Single Paradise - 2022: für die Single Hold My Girl - 2024: für die Single Barcelona - Niederlande - 2018: für die Single Shotgun - Norwegen - 2015: für die Single Budapest - Österreich - 2019: für die Single Paradise - 2022: für die Single Hold My Girl - 2023: für die Single Green Green Grass - Polen - 2023: für die Single Green Green Grass - 2024: für das Album Staying at Tamara’s - Schweiz - 2014: für die Single Budapest - Spanien - 2024: für die Single Budapest - 2024: für die Single Shotgun - Südafrika - 2023: für die Single Pretty Shining People - 2024: für die Single Hold My Girl - Vereinigte Staaten - 2022: für die Single Shotgun - Vereinigtes Königreich - 2020: für die Single Pretty Shining People - 2022: für die Single Listen to the Man - 2023: für die Single Anyone for You (Tiger Lily) - 2024: für die Single Barcelona | - Australien - 2023: für die Single Paradise - 2023: für die Single Green Green Grass - Dänemark - 2024: für das Album Wanted on Voyage - Kanada - 2019: für die Single Shotgun - Neuseeland - 2023: für die Single Blame It on Me - Österreich - 2022: für die Single Shotgun - Schweden - 2015: für die Single Budapest - Schweiz - 2019: für die Single Shotgun - Südafrika - 2023: für die Single Paradise - Vereinigtes Königreich - 2023: für die Single Green Green Grass - Australien - 2021: für die Single Blame It on Me - 2023: für die Single Hold My Girl - Dänemark - 2023: für die Single Shotgun - 2024: für die Single Budapest - Italien - 2015: für die Single Budapest - Kanada - 2017: für die Single Budapest - Neuseeland - 2022: für das Album Wanted on Voyage - 2025: für das Album Staying at Tamara’s - Polen - 2020: für die Single Shotgun - Südafrika - 2023: für die Single Budapest - Vereinigtes Königreich - 2025: für die Single Blame It on Me - 2025: für die Single Hold My Girl - Vereinigte Staaten - 2022: für die Single Budapest - Vereinigtes Königreich - 2022: für das Album Staying at Tamara’s - 2024: für die Single Paradise - Vereinigtes Königreich - 2022: für das Album Wanted on Voyage - Vereinigtes Königreich - 2024: für die Single Budapest - Neuseeland - 2025: für die Single Budapest - Vereinigtes Königreich - 2023: für die Single Shotgun - Neuseeland - 2025: für die Single Shotgun - Australien - 2023: für die Single Budapest - Australien - 2023: für die Single Shotgun - Frankreich - 2022: für die Single Shotgun |

## Auszeichnungen nach Alben

### Wanted on Voyage
| Land/Region                  | Auszeichnungen für Musikverkäufe (Land/Region, Auszeichnung, Verkäufe) | Verkäufe  |
| ---------------------------- | ---------------------------------------------------------------------- | --------- |
| Australien (ARIA)            | Platin                                                                 | 70.000    |
| Dänemark (IFPI)              | 2× Platin                                                              | 40.000    |
| Deutschland (BVMI)           | Gold                                                                   | 100.000   |
| Frankreich (SNEP)            | Gold                                                                   | 50.000    |
| Kanada (MC)                  | Platin                                                                 | 80.000    |
| Neuseeland (RMNZ)            | 3× Platin                                                              | 45.000    |
| Polen (ZPAV)                 | Gold                                                                   | 10.000    |
| Schweiz (IFPI)               | Gold                                                                   | 10.000    |
| Vereinigte Staaten (RIAA)    | Gold                                                                   | 500.000   |
| Vereinigtes Königreich (BPI) | 5× Platin                                                              | 1.500.000 |
| Insgesamt                    | 5× Gold · 12× Platin ·                                                 | 2.405.000 |

### Staying at Tamara’s
| Land/Region                  | Auszeichnungen für Musikverkäufe (Land/Region, Auszeichnung, Verkäufe) | Verkäufe  |
| ---------------------------- | ---------------------------------------------------------------------- | --------- |
| Australien (ARIA)            | Platin                                                                 | 70.000    |
| Dänemark (IFPI)              | Platin                                                                 | 20.000    |
| Deutschland (BVMI)           | Gold                                                                   | 100.000   |
| Frankreich (SNEP)            | Gold                                                                   | 50.000    |
| Italien (FIMI)               | Gold                                                                   | 25.000    |
| Kanada (MC)                  | Gold                                                                   | 40.000    |
| Neuseeland (RMNZ)            | 3× Platin                                                              | 45.000    |
| Polen (ZPAV)                 | Platin                                                                 | 20.000    |
| Vereinigtes Königreich (BPI) | 4× Platin                                                              | 1.200.000 |
| Insgesamt                    | 4× Gold · 10× Platin ·                                                 | 1.570.000 |

### Gold Rush Kid
| Land/Region                  | Auszeichnungen für Musikverkäufe (Land/Region, Auszeichnung, Verkäufe) | Verkäufe |
| ---------------------------- | ---------------------------------------------------------------------- | -------- |
| Dänemark (IFPI)              | Gold                                                                   | 10.000   |
| Neuseeland (RMNZ)            | Gold                                                                   | 7.500    |
| Polen (ZPAV)                 | Gold                                                                   | 10.000   |
| Vereinigtes Königreich (BPI) | Gold                                                                   | 100.000  |
| Insgesamt                    | 4× Gold ·                                                              | 127.500  |

## Auszeichnungen nach Singles

### Did You Hear the Rain?
| Land/Region                  | Auszeichnungen für Musikverkäufe (Land/Region, Auszeichnung, Verkäufe) | Verkäufe |
| ---------------------------- | ---------------------------------------------------------------------- | -------- |
| Vereinigtes Königreich (BPI) | Silber                                                                 | 200.000  |
| Insgesamt                    | 1× Silber ·                                                            | 200.000  |

### Budapest
| Land/Region                  | Auszeichnungen für Musikverkäufe (Land/Region, Auszeichnung, Verkäufe) | Verkäufe  |
| ---------------------------- | ---------------------------------------------------------------------- | --------- |
| Australien (ARIA)            | 9× Platin                                                              | 630.000   |
| Belgien (BRMA)               | Platin                                                                 | 30.000    |
| Dänemark (IFPI)              | 3× Platin                                                              | 270.000   |
| Deutschland (BVMI)           | Platin                                                                 | 300.000   |
| Frankreich (SNEP)            | —                                                                      | 51.400    |
| Italien (FIMI)               | 3× Platin                                                              | 150.000   |
| Kanada (MC)                  | 3× Platin                                                              | 240.000   |
| Mexiko (AMPROFON)            | Platin                                                                 | 60.000    |
| Neuseeland (RMNZ)            | 7× Platin                                                              | 210.000   |
| Niederlande (NVPI)           | Gold                                                                   | 10.000    |
| Norwegen (IFPI)              | Platin                                                                 | 40.000    |
| Österreich (IFPI)            | Gold                                                                   | 15.000    |
| Schweden (IFPI)              | 2× Platin                                                              | 80.000    |
| Schweiz (IFPI)               | Platin                                                                 | 30.000    |
| Spanien (Promusicae)         | Platin                                                                 | 60.000    |
| Südafrika (RISA)             | 3× Platin                                                              | 60.000    |
| Vereinigte Staaten (RIAA)    | 4× Platin                                                              | 4.000.000 |
| Vereinigtes Königreich (BPI) | 6× Platin                                                              | 3.600.000 |
| Insgesamt                    | 2× Gold · 46× Platin ·                                                 | 9.836.400 |

### Cassy O’
| Land/Region                  | Auszeichnungen für Musikverkäufe (Land/Region, Auszeichnung, Verkäufe) | Verkäufe |
| ---------------------------- | ---------------------------------------------------------------------- | -------- |
| Vereinigtes Königreich (BPI) | Gold                                                                   | 400.000  |
| Insgesamt                    | 1× Gold ·                                                              | 400.000  |

### Blame It on Me
| Land/Region                  | Auszeichnungen für Musikverkäufe (Land/Region, Auszeichnung, Verkäufe) | Verkäufe  |
| ---------------------------- | ---------------------------------------------------------------------- | --------- |
| Australien (ARIA)            | 3× Platin                                                              | 210.000   |
| Dänemark (IFPI)              | Gold                                                                   | 45.000    |
| Deutschland (BVMI)           | Gold                                                                   | 200.000   |
| Neuseeland (RMNZ)            | 2× Platin                                                              | 60.000    |
| Vereinigte Staaten (RIAA)    | Gold                                                                   | 500.000   |
| Vereinigtes Königreich (BPI) | 3× Platin                                                              | 1.800.000 |
| Insgesamt                    | 3× Gold · 8× Platin ·                                                  | 2.815.000 |

### Listen to the Man
| Land/Region                  | Auszeichnungen für Musikverkäufe (Land/Region, Auszeichnung, Verkäufe) | Verkäufe |
| ---------------------------- | ---------------------------------------------------------------------- | -------- |
| Australien (ARIA)            | Gold                                                                   | 35.000   |
| Neuseeland (RMNZ)            | Gold                                                                   | 15.000   |
| Vereinigtes Königreich (BPI) | Platin                                                                 | 600.000  |
| Insgesamt                    | 2× Gold · 1× Platin ·                                                  | 650.000  |

### Barcelona
| Land/Region                  | Auszeichnungen für Musikverkäufe (Land/Region, Auszeichnung, Verkäufe) | Verkäufe  |
| ---------------------------- | ---------------------------------------------------------------------- | --------- |
| Australien (ARIA)            | Platin                                                                 | 70.000    |
| Dänemark (IFPI)              | Gold                                                                   | 45.000    |
| Neuseeland (RMNZ)            | Platin                                                                 | 30.000    |
| Vereinigte Staaten (RIAA)    | Gold                                                                   | 500.000   |
| Vereinigtes Königreich (BPI) | Platin                                                                 | 600.000   |
| Insgesamt                    | 2× Gold · 3× Platin ·                                                  | 1.245.000 |

### Don’t Matter Now
| Land/Region                  | Auszeichnungen für Musikverkäufe (Land/Region, Auszeichnung, Verkäufe) | Verkäufe |
| ---------------------------- | ---------------------------------------------------------------------- | -------- |
| Vereinigtes Königreich (BPI) | Gold                                                                   | 400.000  |
| Insgesamt                    | 1× Gold ·                                                              | 400.000  |

### Paradise
| Land/Region                  | Auszeichnungen für Musikverkäufe (Land/Region, Auszeichnung, Verkäufe) | Verkäufe  |
| ---------------------------- | ---------------------------------------------------------------------- | --------- |
| Australien (ARIA)            | 2× Platin                                                              | 140.000   |
| Deutschland (BVMI)           | Gold                                                                   | 200.000   |
| Italien (FIMI)               | Gold                                                                   | 25.000    |
| Kanada (MC)                  | Gold                                                                   | 40.000    |
| Neuseeland (RMNZ)            | Platin                                                                 | 30.000    |
| Österreich (IFPI)            | Platin                                                                 | 30.000    |
| Polen (ZPAV)                 | Gold                                                                   | 10.000    |
| Südafrika (RISA)             | 2× Platin                                                              | 40.000    |
| Vereinigtes Königreich (BPI) | 4× Platin                                                              | 2.400.000 |
| Insgesamt                    | 4× Gold · 10× Platin ·                                                 | 2.915.000 |

### Shotgun
| Land/Region                  | Auszeichnungen für Musikverkäufe (Land/Region, Auszeichnung, Verkäufe) | Verkäufe  |
| ---------------------------- | ---------------------------------------------------------------------- | --------- |
| Australien (ARIA)            | 13× Platin                                                             | 910.000   |
| Belgien (BRMA)               | Platin                                                                 | 40.000    |
| Dänemark (IFPI)              | 3× Platin                                                              | 270.000   |
| Deutschland (BVMI)           | Platin                                                                 | 400.000   |
| Frankreich (SNEP)            | Diamant                                                                | 333.333   |
| Italien (FIMI)               | Platin                                                                 | 50.000    |
| Kanada (MC)                  | 2× Platin                                                              | 160.000   |
| Mexiko (AMPROFON)            | Gold                                                                   | 30.000    |
| Neuseeland (RMNZ)            | 8× Platin                                                              | 240.000   |
| Niederlande (NVPI)           | Platin                                                                 | 80.000    |
| Österreich (IFPI)            | 2× Platin                                                              | 60.000    |
| Polen (ZPAV)                 | 3× Platin                                                              | 60.000    |
| Schweiz (IFPI)               | 2× Platin                                                              | 40.000    |
| Spanien (Promusicae)         | Platin                                                                 | 60.000    |
| Vereinigte Staaten (RIAA)    | Platin                                                                 | 1.000.000 |
| Vereinigtes Königreich (BPI) | 7× Platin                                                              | 4.200.000 |
| Insgesamt                    | 1× Gold · 46× Platin · 1× Diamant ·                                    | 7.933.333 |

### Hold My Girl
| Land/Region                  | Auszeichnungen für Musikverkäufe (Land/Region, Auszeichnung, Verkäufe) | Verkäufe  |
| ---------------------------- | ---------------------------------------------------------------------- | --------- |
| Australien (ARIA)            | 3× Platin                                                              | 210.000   |
| Dänemark (IFPI)              | Gold                                                                   | 45.000    |
| Deutschland (BVMI)           | Gold                                                                   | 200.000   |
| Italien (FIMI)               | Gold                                                                   | 50.000    |
| Kanada (MC)                  | Gold                                                                   | 40.000    |
| Neuseeland (RMNZ)            | Platin                                                                 | 30.000    |
| Österreich (IFPI)            | Platin                                                                 | 30.000    |
| Polen (ZPAV)                 | Gold                                                                   | 10.000    |
| Schweiz (IFPI)               | Gold                                                                   | 10.000    |
| Südafrika (RISA)             | Platin                                                                 | 40.000    |
| Vereinigtes Königreich (BPI) | 3× Platin                                                              | 1.800.000 |
| Insgesamt                    | 6× Gold · 9× Platin ·                                                  | 2.465.000 |

### Pretty Shining People
| Land/Region                  | Auszeichnungen für Musikverkäufe (Land/Region, Auszeichnung, Verkäufe) | Verkäufe |
| ---------------------------- | ---------------------------------------------------------------------- | -------- |
| Australien (ARIA)            | Gold                                                                   | 35.000   |
| Südafrika (RISA)             | Platin                                                                 | 20.000   |
| Vereinigtes Königreich (BPI) | Platin                                                                 | 600.000  |
| Insgesamt                    | 1× Gold · 2× Platin ·                                                  | 655.000  |

### Come on Home for Christmas
| Land/Region                  | Auszeichnungen für Musikverkäufe (Land/Region, Auszeichnung, Verkäufe) | Verkäufe |
| ---------------------------- | ---------------------------------------------------------------------- | -------- |
| Vereinigtes Königreich (BPI) | Silber                                                                 | 200.000  |
| Insgesamt                    | 1× Silber ·                                                            | 200.000  |

### Anyone for You (Tiger Lily)
| Land/Region                  | Auszeichnungen für Musikverkäufe (Land/Region, Auszeichnung, Verkäufe) | Verkäufe |
| ---------------------------- | ---------------------------------------------------------------------- | -------- |
| Dänemark (IFPI)              | Gold                                                                   | 45.000   |
| Österreich (IFPI)            | Gold                                                                   | 15.000   |
| Schweiz (IFPI)               | Gold                                                                   | 10.000   |
| Südafrika (RISA)             | Gold                                                                   | 10.000   |
| Vereinigtes Königreich (BPI) | Platin                                                                 | 600.000  |
| Insgesamt                    | 4× Gold · 1× Platin ·                                                  | 680.000  |

### Green Green Grass
| Land/Region                  | Auszeichnungen für Musikverkäufe (Land/Region, Auszeichnung, Verkäufe) | Verkäufe  |
| ---------------------------- | ---------------------------------------------------------------------- | --------- |
| Australien (ARIA)            | 2× Platin                                                              | 140.000   |
| Dänemark (IFPI)              | Platin                                                                 | 90.000    |
| Österreich (IFPI)            | Platin                                                                 | 30.000    |
| Polen (ZPAV)                 | Platin                                                                 | 50.000    |
| Schweiz (IFPI)               | Gold                                                                   | 10.000    |
| Vereinigtes Königreich (BPI) | 2× Platin                                                              | 1.200.000 |
| Insgesamt                    | 1× Gold · 7× Platin ·                                                  | 1.520.000 |

### Dance All Over Me
| Land/Region                  | Auszeichnungen für Musikverkäufe (Land/Region, Auszeichnung, Verkäufe) | Verkäufe |
| ---------------------------- | ---------------------------------------------------------------------- | -------- |
| Vereinigtes Königreich (BPI) | Silber                                                                 | 200.000  |
| Insgesamt                    | 1× Silber ·                                                            | 200.000  |

## Auszeichnungen nach Liedern

### Leaving It Up to You
| Land/Region                  | Auszeichnungen für Musikverkäufe (Land/Region, Auszeichnung, Verkäufe) | Verkäufe |
| ---------------------------- | ---------------------------------------------------------------------- | -------- |
| Vereinigtes Königreich (BPI) | Silber                                                                 | 200.000  |
| Insgesamt                    | 1× Silber ·                                                            | 200.000  |

### Get Away
| Land/Region                  | Auszeichnungen für Musikverkäufe (Land/Region, Auszeichnung, Verkäufe) | Verkäufe |
| ---------------------------- | ---------------------------------------------------------------------- | -------- |
| Vereinigtes Königreich (BPI) | Silber                                                                 | 200.000  |
| Insgesamt                    | 1× Silber ·                                                            | 200.000  |

### All My Love
| Land/Region                  | Auszeichnungen für Musikverkäufe (Land/Region, Auszeichnung, Verkäufe) | Verkäufe |
| ---------------------------- | ---------------------------------------------------------------------- | -------- |
| Vereinigtes Königreich (BPI) | Silber                                                                 | 200.000  |
| Insgesamt                    | 1× Silber ·                                                            | 200.000  |

### Saviour
| Land/Region                  | Auszeichnungen für Musikverkäufe (Land/Region, Auszeichnung, Verkäufe) | Verkäufe |
| ---------------------------- | ---------------------------------------------------------------------- | -------- |
| Vereinigtes Königreich (BPI) | Silber                                                                 | 200.000  |
| Insgesamt                    | 1× Silber ·                                                            | 200.000  |

### Sugarcoat
| Land/Region                  | Auszeichnungen für Musikverkäufe (Land/Region, Auszeichnung, Verkäufe) | Verkäufe |
| ---------------------------- | ---------------------------------------------------------------------- | -------- |
| Vereinigtes Königreich (BPI) | Silber                                                                 | 200.000  |
| Insgesamt                    | 1× Silber ·                                                            | 200.000  |

### The Beautiful Dream
| Land/Region                  | Auszeichnungen für Musikverkäufe (Land/Region, Auszeichnung, Verkäufe) | Verkäufe |
| ---------------------------- | ---------------------------------------------------------------------- | -------- |
| Vereinigtes Königreich (BPI) | Silber                                                                 | 200.000  |
| Insgesamt                    | 1× Silber ·                                                            | 200.000  |

### Only a Human
| Land/Region                  | Auszeichnungen für Musikverkäufe (Land/Region, Auszeichnung, Verkäufe) | Verkäufe |
| ---------------------------- | ---------------------------------------------------------------------- | -------- |
| Vereinigtes Königreich (BPI) | Silber                                                                 | 200.000  |
| Insgesamt                    | 1× Silber ·                                                            | 200.000  |

## Auszeichnungen nach Musikstreamings

### Budapest
| Land/Region     | Auszeichnungen für Musikverkäufe (Land/Region, Auszeichnung, Verkäufe) | Verkäufe  |
| --------------- | ---------------------------------------------------------------------- | --------- |
| Dänemark (IFPI) | Platin                                                                 | 2.600.000 |
| Insgesamt       | 1× Platin ·                                                            | 2.600.000 |

## Statistik und Quellen
| Land/RegionAuszeichnungen für Musikverkäufe (Land/Region, Auszeichnungen, Verkäufe, Quellen) | Silber       | Gold       | Platin         | Diamant  | Verkäufe   | Quellen                     |
| -------------------------------------------------------------------------------------------- | ------------ | ---------- | -------------- | -------- | ---------- | --------------------------- |
| Australien (ARIA)                                                                            | —            | 2× Gold2   | 35× Platin35   | —        | 2.520.000  | aria.com.au                 |
| Belgien (BRMA)                                                                               | —            | —          | 2× Platin2     | —        | 70.000     | ultratop.be                 |
| Dänemark (IFPI)                                                                              | —            | 5× Gold5   | 11× Platin11   | —        | 880.000    | ifpi.dk                     |
| Deutschland (BVMI)                                                                           | —            | 5× Gold5   | 2× Platin2     | —        | 1.500.000  | musikindustrie.de           |
| Frankreich (SNEP)                                                                            | —            | 2× Gold2   | —              | Diamant1 | 484.733    | infodisc.fr snepmusique.com |
| Italien (FIMI)                                                                               | —            | 3× Gold3   | 4× Platin4     | —        | 300.000    | fimi.it                     |
| Kanada (MC)                                                                                  | —            | 3× Gold3   | 6× Platin6     | —        | 600.000    | musiccanada.com             |
| Mexiko (AMPROFON)                                                                            | —            | Gold1      | Platin1        | —        | 90.000     | amprofon.com.mx             |
| Neuseeland (RMNZ)                                                                            | —            | 2× Gold2   | 26× Platin26   | —        | 712.500    | radioscope.co.nz NZ2        |
| Niederlande (NVPI)                                                                           | —            | Gold1      | Platin1        | —        | 90.000     | nvpi.nl                     |
| Norwegen (IFPI)                                                                              | —            | —          | Platin1        | —        | 40.000     | ifpi.no                     |
| Österreich (IFPI)                                                                            | —            | 2× Gold2   | 5× Platin5     | —        | 180.000    | ifpi.at                     |
| Polen (ZPAV)                                                                                 | —            | 5× Gold5   | 4× Platin4     | —        | 160.000    | olis.pl                     |
| Schweden (IFPI)                                                                              | —            | —          | 2× Platin2     | —        | 80.000     | sverigetopplistan.se        |
| Schweiz (IFPI)                                                                               | —            | 4× Gold4   | 3× Platin3     | —        | 110.000    | hitparade.ch                |
| Spanien (Promusicae)                                                                         | —            | —          | 2× Platin2     | —        | 120.000    | elportaldemusica.es         |
| Südafrika (RISA)                                                                             | —            | Gold1      | 7× Platin7     | —        | 170.000    | risa.org.za                 |
| Vereinigte Staaten (RIAA)                                                                    | —            | 3× Gold3   | 5× Platin5     | —        | 6.500.000  | riaa.com                    |
| Vereinigtes Königreich (BPI)                                                                 | 10× Silber10 | 2× Gold2   | 39× Platin39   | —        | 23.010.000 | bpi.co.uk                   |
| Insgesamt                                                                                    | 10× Silber10 | 41× Gold41 | 156× Platin156 | Diamant1 |            |                             |